# Nina Hagen Band

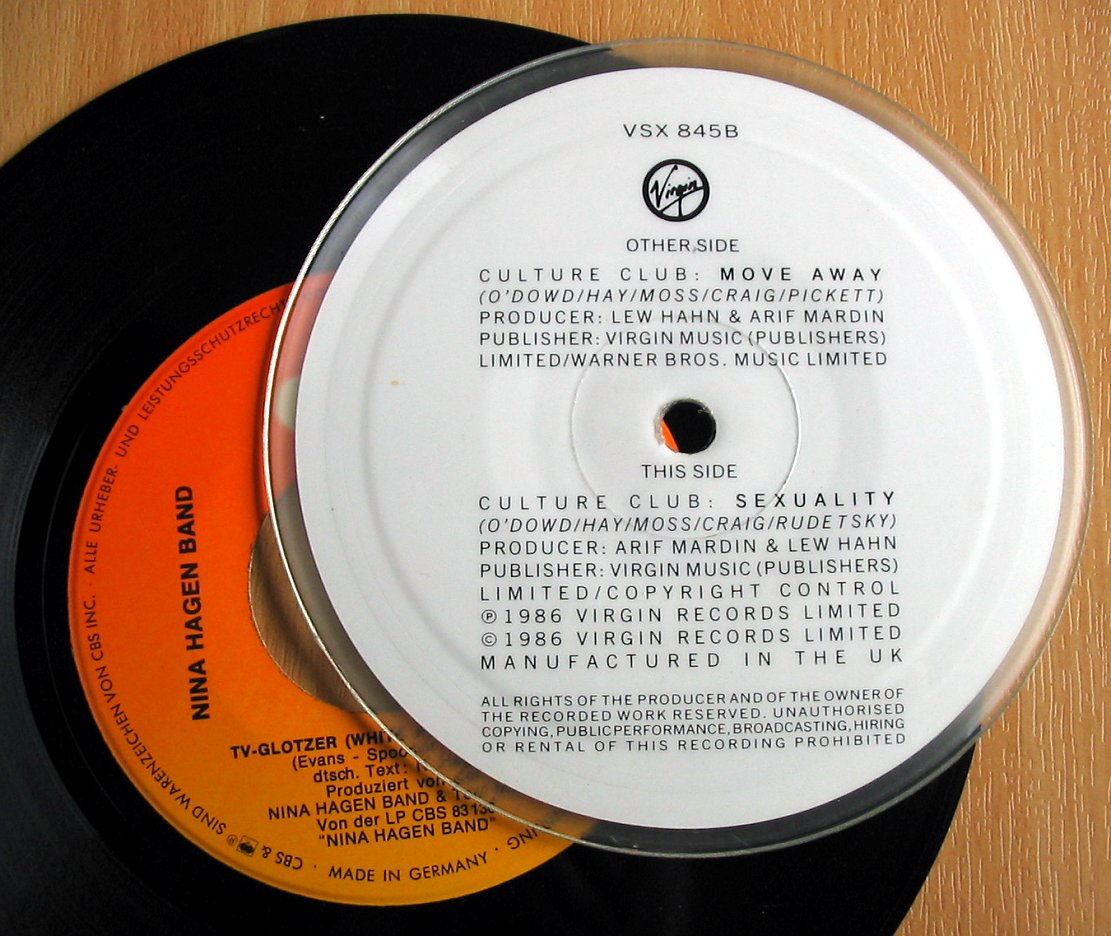
unusual gramophone records - Nina Hagen & Culture Club singles

Nina Hagen Band é o primeiro álbum da banda de Nina Hagen, de 1978.

## Faixas
Todas as letras são de autoria de Nina Hagen; exceto "Pank" que foi é de Hagen and Ariane Forster
 Musica indicada
1. "TV-Glotzer" ("White Punks on Dope") (Bill Spooner, Michael Evans, Roger Steen) — 5:15
2. "Rangehn" (Bernhard Potschka) — 3:27
3. "Unbeschreiblich weiblich" (Manfred Praeker) — 3:30
4. "Auf'm Bahnhof Zoo" (Manfred Praeker, Reinhold Heil) — 5:25
5. "Naturträne" (Hagen)— 4:05
6. "Superboy" (Herwig Mitteregger) — 4:01
7. "Heiß" (Manfred Praeker, Bernhard Potschka, Herwig Mitteregger, Reinhold Heil) — 4:11
8. "Fisch im Wasser" (Hagen) — 0:51
9. "Auf'm Friedhof" (Bernhard Potschka, Herwig Mitteregger) — 6:15
10. "Der Spinner" (Herwig Mitteregger) — 3:15
11. "Pank" (Ariane Forster) — 1:45